# Daniel Carnevali
Daniel Alberto Carnevali (* 4. Dezember 1946 in Rosario, Argentinien) ist ein ehemaliger argentinischer Fußballspieler.
Carnevali war Anfang der 1970er Jahre der Stammtorwart der argentinischen Fußballnationalmannschaft. Der Torwart des spanischen Erstligisten UD Las Palmas spielte für Argentinien bei der Fußball-Weltmeisterschaft 1974 in Deutschland. Seine Mannschaft setzte sich knapp gegenüber Italien in der Vorrunde durch. Carnevali wurde jedoch nach katastrophalen Leistungen in der zweiten Finalrunde gegen die Niederlande und Brasilien aus dem argentinischen Tor genommen und durch Ubaldo Fillol ersetzt, der fortan neuer Stammtorhüter der Nationalmannschaft wurde und vier Jahre später mit Argentinien Weltmeister.
| Personendaten    | Personendaten                 |
| ---------------- | ----------------------------- |
| NAME             | Carnevali, Daniel             |
| ALTERNATIVNAMEN  | Carnevali, Daniel Alberto     |
| KURZBESCHREIBUNG | argentinischer Fußballspieler |
| GEBURTSDATUM     | 4. Dezember 1946              |